# Matgylet
Matgylet är en sjö i Karlshamns kommun i Blekinge och ingår i Mieåns huvudavrinningsområde. Sjön är 6 meter djup, har en yta på 0,032 kvadratkilometer och befinner sig 94 meter över havet.